# AEG C.II
O AEG C.II foi um avião de reconhecimento biplano, monomotor alemão de dois lugares, produzido em pequena quantidade e utilizado pela Luftstreitkräfte na Primeira Guerra Mundial, a partir de Outubro de 1915.
Ele era uma versão um pouco menor do C.I com melhor desempenho, cabines redesenhadas para piloto e observador/bombardeiro, armado com uma única metralhadora de 7,92 mm Parabellum e a capacidade de carregar quatro bombas de 10 kg cada, para missões de ataque ao solo.

## Operadores
Alemanha
- Luftstreitkräfte